# 福島県道・茨城県道196号石井大子線

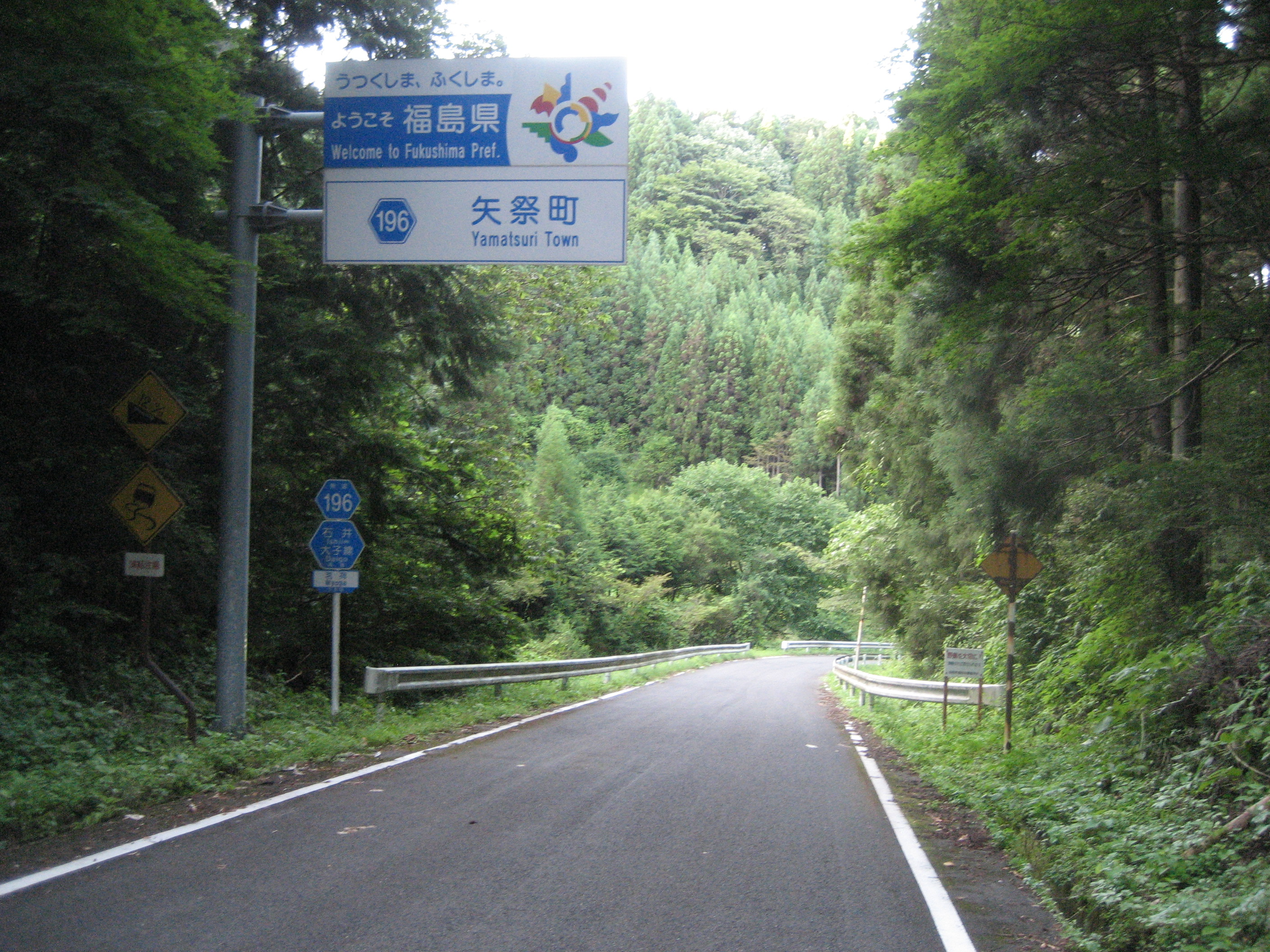
矢祭町内

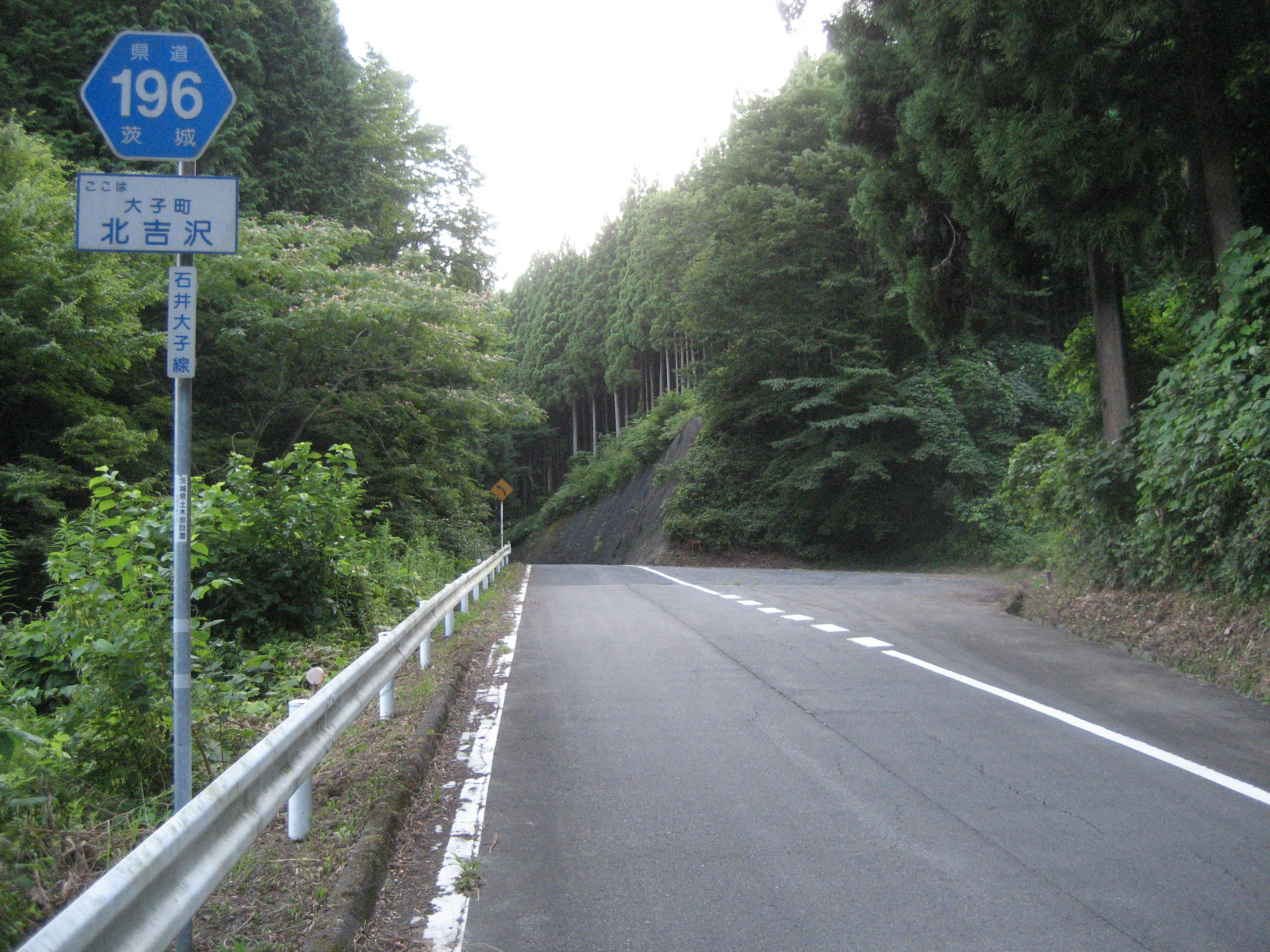
大子町内

福島県道・茨城県道196号石井大子線 （ふくしまけんどう・いばらきけんどう196ごう いしいだいごせん）は、福島県東白川郡矢祭町から茨城県久慈郡大子町に至る一般県道である。

## 路線データ
- 起点：福島県東白川郡矢祭町中石井字小野沢（国道118号交点）
- 終点：茨城県久慈郡大子町町付（茨城県道28号大子那須線交点）[1]
- 総延長：14.998 km（福島県区間：8.555 km[2]、茨城県区間：6.443 km[3]）
- 重用延長：なし（福島県区間：0.0 km[2]、茨城県区間：0.0 km[3]）
- 未供用延長：なし（福島県区間：0.0 km[2]、茨城県区間：0.0 km[3]）
- 実延長：14.998 km（福島県区間：8.555 km[2]、茨城県区間：6.443 km[3]）
- 自動車交通不能区間延長[注釈 1]：なし（福島県区間：0.0 km[2]、茨城県区間：0.0 km[3]）

## 歴史
新規で福島県東白川郡矢祭村大字石井を起点とし、久慈郡大子町を終点とする区間をもって県道の路線とする県道石井大子線として、1959年（昭和34年）8月31日に福島県が、同年10月14日に茨城県がそれぞれ認定した。

### 年表
- 1928年（昭和3年）3月1日：現在の路線の前身である黒助大子線が路線認定される。
- 1959年（昭和34年）8月31日：福島県により県道路線に認定される[4]。
- 1959年（昭和34年）10月14日
  - 茨城県により県道路線に認定される（図面対照番号137）[5]。
  - 茨城県内の道路の区域は、県界久慈郡大子町大字中郷から久慈郡大子町大字町付の県道伊王野町付大子線（現在の県道大子那須線にあたる）交点までと決定[1]。
- 1968年（昭和43年）6月6日：久慈郡大子町大字中郷字唐竹久保 - 同字反田の狭隘路（最小幅員2.0 m、延長220 m）を拡幅改良[6]。

## 路線状況

### 重用区間
- 福島県道230号矢祭山八槻線（福島県東白川郡塙町植田字喜平太郎地内）

### トンネル
坂ノ下隧道
- 全長：40.0 m
- 全高：5.3 m
- 竣工：1999年3月
- 施工：山本組[7]

真名畑トンネル
- 全長：657.0 m
- 幅員：6.0（9.75）m m
- 有効高：4.7 m
- 工法：NATM工法（上下半交互併進ショートベンチ工法・補助ベンチ付き全断面掘削工法）
- 竣工：2003年3月
- 施工：藤田・深谷特定建設工事共同企業体[7]

塙町植田字杉谷から真名畑字折戸に至る。旧来の真名畑隧道（全長45.8m、幅員3.7（5.3）m、1954年竣工）を含む急カーブの続く狭隘区間の解消のため、緊急地方道整備事業として1999年度より建設された。2000年2月2日に起工され、2001年3月22日に貫通、2003年4月18日に開通した。総工費は17億4100万円。

### 橋梁
久慈川橋
- 全長：128.1 m
- 幅員：6.0 m
- 竣工：1964年[9]

矢祭町中石井字岡下から塙町植田字北五郎に至り、一級水系久慈川を渡る。下り線側に福島県道379号矢祭棚倉自転車道線新久慈川橋が架かり、歩道として機能している。
不動橋
- 全長：99.5 m
  - 主径間：44.4 m
- 幅員：6.0 (11.0) m
- 形式：3径間鋼連続鈑桁橋
- 竣工：1999年度

塙町植田に位置し、一級水系久慈川水系杉谷入沢を渡る。橋上は上下対向2車線で供用され、下り線側に幅員3.5mの歩道が設置されている。真名畑隧道周辺の狭隘区間解消のための真名畑トンネルをはじめとしたバイパス建設に伴い、緊急地方道整備事業として架橋された。メンテナンスコスト低減のため桁には対候性鋼材が使用されている。総工費は4億3800万円。
松緑橋
- 全長：26.5 m
- 幅員：6.0（8.0）m
- 形式：単純PCポステン中空床版橋
- 竣工：1996年

塙町植田にて一級水系久慈川水系杉谷入川を渡る。
奥杉谷入橋
- 全長：22.3 m
- 幅員：6.0（11.0）m
- 形式：鋼単純非合成鈑桁橋
- 竣工：1996年

塙町真名畑に位置し、一級水系久慈川水系杉谷入沢を渡る。1994年度より工事が進められてきた真名畑トンネルを始めとする地方道改築事業真名畑工区の関連橋梁として建設された。総工費は8100万円。
向橋
- 全長：40.1 m
- 幅員：7.0 m
- 竣工：1973年[9]

塙町真名畑字折戸、字粟淵から字向両氏に至り、一級水系久慈川水系八溝川を渡る。
矢の草橋
- 全長：40.8 m
- 幅員：6.0 m
- 竣工：1969年[9]

塙町真名畑字松野口から字矢野草に至り、一級水系久慈川水系八溝川を渡る。
奥田橋
- 全長：9.246 m
- 幅員：7.0 m
- 形式：単純PCプレテンI桁橋
- 竣工：1991年度

矢祭町茗荷に位置し、一級水系久慈川水系普通河川奥田川を渡る。1968年に架設された旧橋の幅員狭小を解消するために1991年度緊急地方道整備事業により架け替えられた。総工費は2450万円。JIS規格の改定に伴い、当橋梁の建設以後、PCプレテンI桁橋は採用されることがなくなった。

## 地理

### 通過する自治体
- 福島県
  - 東白川郡矢祭町 - 東白川郡塙町 - 東白川郡矢祭町
- 茨城県
  - 久慈郡大子町

### 交差する道路
- 矢祭町内
  - 国道118号（中石井字小野沢 起点）
- 塙町内
  - 福島県道230号矢祭山八槻線 塙町中心部方面（塙町植田字喜平太郎）
  - 福島県道230号矢祭山八槻線 矢祭山方面（塙町植田字喜平太郎）
- 大子町内
  - 茨城県道28号大子那須線（町付 終点）

## 沿線
- 真名畑簡易郵便局